# Евлија Челебија
Евлија Челебија (тур. Evliya Çelebi или тур. Derviş Mehmed Zilli; Истанбул, 25. марта, 1611 — Каиро, 1682) један је  од најславнијих османских путописаца. Његови путописи су од великог значаја за историографију.

## Биографија
Рођен је 25. марта 1611. у Истанбулу, а умро 1682. године у Египту. Пропутовао је Османско царство, а своја запажања објавио у свом најзначајнијем делу, Сејахатнаме, збирци од 10 томова, која обухвата сва његова путовања. У својим путописима покушавао је да опише историју, грађевине, обичаје и традицију, као и значајне личности из земаља које је посетио. Међу земљама и крајевима које је посетио су Анадолија, Румелија, Сирија, Египат, Крит, Мађарска, Пољска, Аустрија, Немачка, Холандија, Крим, Кавказ. Између осталог у његовим путописима има интересантних описа балканских земаља из седамнаестог века.
Знао је цео куран напамет. Школовао се на двору султана Мурата IV и одмалена стиче најбоље образовање за то време. Рођен је у богатој породици. Отац му је био златар који је декорисао џамију султана Ахмета у Истанбулу, а мајка абхазијска рођака великог везира Мелека Ахмеда паше. Према религији је имао слободан однос, тако да је рецитовао Куран и правио шале на рачун ислама. Добио је посао религијског стручњака и забављача племства, али га одбија јер онда не би имао довољно времена за путовања која су његова страст.

## Путовања кроз Србију
Чувени турски путописац је за Београд написао да је сличан земаљском рају. Био је слаткоречив и познат по китњастом стилу. По његовим речима Београд је тако величанствен град да га није могуће описати.
Опис манастира Ораховица у селу Мажићи код Прибоја у коме је Евлија Челебија боравио 1662. године:
"Овај старински манастир лежи на високом брегу који окружује река Лим. То је уређен манастир четвороугаоног облика са разноврсним куполама као какав град, а сав је покривен чистим оловом. У њему има 500 калуђера, околни становници су Срби и Бугари. Калуђери послужују госте од свег срца, не дају им да скину покриваче и торбе својим коњима и сами их тимаре. Коњима дају храну, а људима чисте папуче и дан и ноћ стоје им на услузи. Сваком доносе јело и пиће по три пута дневно. Манастир има много задужбина. Овамо долазе сви који су се заветовали за „љубав Исусове вере“, бесплатно послужују госте храном и чине им друге услуге доносећи им брокатне, свилене и позлаћене јоргане и златне пресвлаке. Манастир је украшен златним и сребрним кандилима, крстовима и уметнички јако лепо израђеним скупоценим лустерима, а мириси мошуса, свете амбре, алојиног дрвета и тамјана опијају човеку мозак ..."
У опису Ваљева Евлија Челебија помиње да се варош повећала за два и по пута у односу на стање пре сто година. Тада је у њему било 870 кућа са око 5200 становника. Поред тога Челебија је забележио да се Ваљево налази у долини, да заузима обе обале реке Колубаре која га дели на два дела. На једној обали је такозвана чаршија, пословни део града, са радњама и дућанима, док се са друге стране реке налази стамбени део. По свему судећи, Ваљево се тада налазило управо на оном месту где је данас његово најуже језгро, заузимајући као и данас обе обале реке.
Сокобањско јавно купатило први пут спомиње Евлија Челебија и то 1663. године. Каже да је врло импозантно, у доброј грађевини, с куполама покривеним оловом, са шедрваном у собама за купање. Има и посебно купатило само за жене, са топлом водом у коју се не може ући док се прво не помеша с хладном водом. У овом купатилу лечили су се и опорављали болесници из Турске и Мале Азије.

## Путовања кроз Банат
Дело Евлије Челебије је једно од најлепших и најбољих у географској путописној литератури, нарочито у источњачкој. Њега само треба знати читати. Рођен и васпитан на Истоку у земљи мистике и чуда за њега је описивање пута далеко више књижеван него научан посао. Њему, очевидно, није стало до тога да својој публици што верније прикаже земље и народе него да је задиви. Он жели да буде интересантан и тада када су, и прилике, и димензије, и квалитети сасвим обични, осредњи. Све треба да је изузетно, енормно, за чуђење или за дивљење. Стога се не треба чудити када он напише за Авалу или за Вршачки брег да се „до неба диже“ или када околицу Ирига описује, да је тако богата ружама као да је околица Шираса. Ипак, и поред тога свога начина писања Евлија је каткада драгоцен извор за студију појединих наших крајева и места. Он је мало реалан, али бива и то да је он — као што ћемо видети — сасвим добро обавештен, и да је оно, што он пише, сасвим тачно.
На питање, како је у то доба изгледао Банат не можемо потпуније да одговоримо. Података имамо врло мало, али и из оно мало података, и по ономе што из тога доба знамо о нашем народу и нашим другим крајевима, чини нам се, да са извесном сигурношћу можемо дати приближну слику тадашњег Баната. Један је путник, при пролазу поред Баната Дунавом, забележио како се дуж Дунава пружа огромна баруштина, више дуга него широка. У ствари, у овом равном Банату, у којем се, како каже Евлија Челебија „не може наћи ни толико камена колико је зрно боба“, становао је наш народ.
Како је у то доба изгледао Банат Евлији се није омакло банатско блато само што га је он на свој начин, преувеличао. Он каже на једном месту, при опису Темишвара, Евлија пише, разуме се, да би био интересантан, како раја у околици Темишвара „када види мазгу, камилу и магарца, боји се од камиле и бежи магарцу, а и мазгу посматрају са страхом“ када пада киша, онда је у околици Темишвара такво блато да се у њему „и слон може да утопи“. Исто тако није била ни онако велика трава, као што прича Евлија као да се у њој могао изгубити коњаник, али су свакако велики комплекси овога подводнога земљишта били покривени трском, рогозом и шашом те чинили Банат у знатној мери непроходним.
О неким изграђеним путевима, у то доба, не може се говорити. Да ли су у Банату као и у другим крајевима османске Турске на важнијим местима били подигнути каравансараји, који су служили путницима.